# Ксенофобия на Украине
Ксенофобия на Украине — ксенофобия, из-за которой на Украине продолжают фиксироваться случаи как дискриминации, так и насилия на расовой или этнической почве, несмотря на существующий запрет законодательства на её любые проявления. Жертвами экстремистских настроений становятся нелегальные мигранты, иностранные студенты и другие части населения страны.
Уровень ксенофобии в Украине рос с 1994 по 2007 год, после чего снижался до 2013 года. После аннексии Крыма РФ и начала войны на Донбассе вернулся к прежнему уровню. Граждане России на 2019 год находились на четвертом месте по уровню терпимости населения Украины после украиноязычных украинцев, русскоязычных украинцев и белорусов. Опросы показывают, что Украина находится среди стран с наименьшим уровнем антисемитизма и ксенофобии в Центральной Европе.

## Настроения населения
Как показывают статистические исследования, в межнациональном сознании более 50 % населения всех регионов страны преобладают изоляционистские настроения, в то время как прямые ксенофобские установки отмечены у не менее, чем 25 % украинцев. В основе национального изоляционизма, доминирующего в массовом межэтническом сознании украинцев, лежат архаично-традиционалистские ценности, которые предопределяют формирование и развитие социальных отношений в украинском обществе.
Большинство населения Украины (около 75 %) предпочитает среди своих сограждан видеть только представителей восточнославянских этносов, которые традиционно проживали на украинских территориях. Около половины жителей страны не возражают против некоторых национальностей, которые имеют исторический опыт совместного проживания с украинцами: евреев, поляков, крымских татар, молдаван.
Тем не менее, в соответствии с результатами статистических исследований украинского населения, значения интегрального индекса национальной дистанцированности указывают на распространённость в украинском обществе неприкрытых ксенофобских настроений. Мониторинг динамики демонстрирует, что начиная с 1992 года уровень национальной дистанцированности украинцев вёл к возрастанию национального изоляционизма и распространённости ксенофобских стереотипов. В 2002 году был зафиксирован взрывной рост национальной дистанцированности в отношении практически всех этнических групп. В 2005 году было отмечено некоторое снижение этих настроений против большинства национальностей в среднем на один-два процента, что привело к снижению среднего уровня национальной обособленности с 5,3 до 5,1 балла.

## Оценка ситуации
Европейская комиссия и многочисленные неправительственные организации отмечают рост расовой ненависти и ксенофобии на Украине, и, особенно, в Киеве. Конкретная природа этих проявлений охватывает широкий диапазон противоправных действий, начиная от словесных оскорблений вплоть до нанесения вреда здоровью и даже убийства.
По заключению ОБСЕ Украина не обладает достаточным арсеналом правовых средств по борьбе с расизмом и ксенофобией по причине законодательного требования предоставить доказательства преднамеренности действий, направленных на раздувание ненависти по этническому признаку. Вследствие этого правоохранительные органы предпочитают квалифицировать проявления расизма в ходе следственных процедур как банальное хулиганство или как другие, проще доказуемые разновидности нарушений закона. Многие украинские правозащитники заявляют, что случаи насилия с расовой или этнический мотивацией не расследуются эффективно, а органы правопорядка рассматривают работу в этом направлении как бессмысленную трату времени. В этом отношении выделяется единственный приговор за преступление, совершённое на почве ненависти, когда 24 марта 2015 года Киевский районный суд города Одесса приговорил 19-летнего координатора местной ячейки националистического движения «Модный приговор» за убийство представителя ЛГБТ к семи годам лишения свободы.
Украинский Хельсинкский комитет обращает внимание на то, что украинские силовые органы систематически безосновательно задерживают с целями проверки документов чернокожих людей, в то время как лица со светлым цветом кожи не досматриваются. Особенно часто объектами нападений и противоправной деятельности становятся цыгане. Украинская полиция сознательно отслеживает цыган, дежурит у мест их проживания, отправляют их места заключения, где они подвергаются вымогательствам денег за освобождение. По мнению западных исследователей, функционирование Службы безопасности Украины не очень отличается от работы полиции и других органов Министерства внутренних дел Украины. В рамках этой системы часто идут в дело недемократические методы, позаимствованные из эпохи КГБ советских времён и царской охранки, а вся организационная культура пропитана ксенофобией, шпиономанией и теориями заговора.
Многостраничный отчёт, совместно подготовленный организациями Equal Rights Trust и правозащитным ЛГБТ-центром «Наш мир», указывает, что такое отношение украинских силовиков к темнокожим иностранцам и представителям цветных национальностей является очень широко распространённым явлением на Украине. Например, по данным Харьковской правозащитной группы, не менее 79 % их респондентов задерживались украинскими полицейскими из-за своего цвета кожи и отличной от местного населения внешности. 45 % задержанных были отпущены только после того, как они заплатили взятку сотрудникам полиции (см. коррупция на Украине).
Правозащитная организация Amnesty International считает, что проявления расовой нетерпимости на Украине стали более частыми под влиянием неонацистов и скинхедов в России, а также украинских националистических организаций. Иностранные студенты, проходящие обучение на Украине, свидетельствуют, что они часто становятся жертвами нападений бритоголовых и подвергаются избиениям. При этом, по мнению учащихся, ксенофобские настроения в украинском обществе находятся на подъёме, а сам социум легко примиряется с агрессией по отношению к приезжим. В этом аспекте украинские правозащитники обращают внимание, что ещё в 2002—2005 годах агрессивная ксенофобия и неонацизм в молодёжных субкультурах не были острой проблемой и не носили системного характера. Однако начиная с 2006 года произошёл резкий всплеск уличного насилия, мотивированного расово-этнической ненавистью. Причём ему предшествовало постепенное возрастание общего числа преступлений с ксенофобским контекстом. По этому поводу в прессе неоднократно цитировалось высказывание посла Канады на Украине Романа Ващука:
Снисходительное отношение к разбою на улицах, воинственной ксенофобии, или самосудам — это вовсе не обеспечение прав человека, а самоустранение государстваРоман Ващук
Определённую роль в культивации подобных настроений играют украинские средства массовой информации, политика которых позволяет очень эмоционально освещать факты задержания мигрантов, нарушивших закон, и мероприятия правоохранительных органов, направленные на борьбу с нелегальной миграцией. Анализ публикаций в 55 всеукраинских и 88 региональных изданиях за 2004—2006 годы показывает, что читателя запугивают угрозами нелегальной миграции, хотя среди приводимых там фактов наличие опасности не прослеживается.
Украина при этом активно развивала свое дискриминационное законодательство, направленное на ограничение образовательных и культурных прав своих национальных меньшинств, объясняя свои действия необходимостью сохранения своего, украинского, языка и культуры.
28 сентября 2017 года здесь вступил в силу новый закон «Об образовании». Наиболее острым в нём является вопрос о языке образования. Закон вводит фактический запрет на получение образования на любом языке, кроме украинского. Это означает лишение миллионов граждан Украины базовых гуманитарных прав. Более 20% граждан страны не являются этническими украинцами, для более чем трети граждан страны украинский не является родным языком.
Ещё одним примером дискриминации национальных меньшинств является введение языковых квот в вещание средств массовой информации. В 2016 году были введены языковые квоты на радио. В 2017 году настал черёд телевидения. В октябре 2017 года вступил в силу закон «О внесении изменений в некоторые законы Украины относительно языка аудиовизуальных (электронных) средств массовой информации и о языковых квотах на телевидении». Согласно новому закону, не менее 75% контента на общенациональных каналах должно быть украиноязычным.
Пожалуй, первое за последние годы серьезное исследование антисемитизма было проведено на Украине в мае 2017 года известным американским исследовательским центром Research Pew. Согласно его результатам, среди граждан Украины 29% православных не хотят видеть евреев членами своей семьи. Ещё 13% против того, чтобы евреи были их соседями и 5% не хотят видеть евреев гражданами своей страны. Украинские католики оказались более антисемитскими. 48% католиков не хотят видеть евреев членами своей семьи, 21% — своими соседями и 4% — гражданами своей страны.